# 西张庄镇
西张庄镇，是中华人民共和国山東省泰安市新泰市下辖的一个乡镇级行政单位。

## 行政区划
西张庄镇下辖以下地区：
西张庄村、东张庄村、司家庄村、车庄村、前高佐村、后高佐村、东韩庄村、西韩庄村、中兴官庄村、东白沙村、西白沙村、马家白沙村、小白沙村、杨家庄村、太平庄村、泉头村、回龙庄村、马岭庄村、明德庄村、圣德庄村、浮邱村、高孟村、唐家庄村、三义庄村、四槐树村、棘针沟村、尚义庄村和肖家庄村。